# Augustus Baldwin Longstreet
Augustus Baldwin Longstreet (Augusta, 22 settembre 1790 – Oxford, 9 luglio 1870) è stato uno scrittore, avvocato e predicatore statunitense.

## Biografia

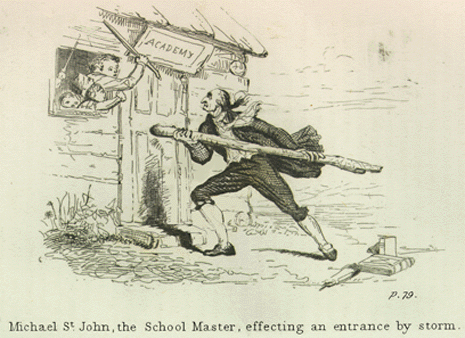
Illustrazione tratta dall'edizione del 1850 di Georgia Scenes (Harper & Brothers)

### Nascita, studi, famiglia
Augustus Baldwin Longstreet nacque ad Augusta nel 1790 da Hannah Randolph e dal politico William Longstreet.
La sua carriera scolastica incluse l'istruzione primaria alla Richmond Academy di Augusta e alla Hickory Gum Academy nella Contea di Edgefield, nella Carolina del Sud. Nel 1808 si iscrisse all'accademia di Moses Waddel a Willington, nella Carolina del Sud, e nel 1811 si iscrisse alla Università Yale di New Haven, nel Connecticut.
Nel 1813 iniziò i suoi studi legali alla scuola di Tapping Reeve a Litchfield, nel Connecticut.
Durante un soggiorno a Greensboro, incontrò Frances Eliza Parke, che sposò nel 1817, dalla quale ebbe otto figli, dei quali solo solo due figlie, Frances Eliza e Virginia Lafayette, vissero fino all'età adulta.

### Avvocato, giudice, predicatore, preside
Longstreet si dimostrò una personalità versatile, poiché oltre alla scrittura praticò la professione di avvocato, di giudice, di senatore statale, di editore di giornali, di ministro di culto e di presidente scolastico e universitario.
Nel 1822 l'assemblea generale della Georgia lo nominò per tre anni giudice della Corte Superiore dell'Ormulgee Judicial Circuit.
Nel 1824, dopo la morte del suo primogenito, si convertì al cristianesimo, aderendo alla Chiesa metodista; nel 1828 incominciò a predicare, e dopo un decennio praticò il ministero religioso a tempo pieno.
Dal 1840 Longstreet si dedicò alla presidenza scolastica, dapprima dell'Emory College di Oxford, nel 1849 del Centenary College di Jackson, in Louisiana, poi dell'Università del Mississippi dal 1849 al 1856, infine dal 1857 dell'Università della Carolina del Sud.
Durante la guerra di secessione americana partecipò con articoli a favore della causa meridionale e servì come cappellano della milizia della Georgia.

### Georgia Scenes: importanza, caratteristiche, stile
Nel 1835 Augustus Baldwin Longstreet esordì nella letteratura pubblicando la prima importante opera letteraria della Georgia, intitolata Georgia Scenes, Characters, Incidents, Etc. in the First Half Century of the Republic (Scene della Georgia, personaggi, incidenti, ecc. nel primo mezzo secolo della Repubblica), che gli diede ampia notorietà.
Longstreet risultò il precursore degli umoristi della Georgia. Il suo libro di sketch umoristici, Georgia Scenes, aprì la strada ad altri satirici, noti come gli "umoristi della Georgia",tra i quali Richard Malcolm Johnston, influenzando anche autori di altre contee, come Thomas Nelson Page, oltre a scrittori del XX secolo, da William Faulkner a Eudora Welty.
L'opera è costituita da diciotto bozzetti, scritti con uno schietto realismo e un umorismo energico e gioviale, in armonia con la narrazione, senza retorica e aura di leggenda, con lo scopo di preservare la storia sociale della Georgia.
I bozzetti sono collegati per la presenza di due narratori, Hall, un gentiluomo di campagna, e Baldwin, un giudice cittadino, e proprio il contrasto tra i valori dei narratori, lo stile alto di scrittura con i valori e il linguaggio volgare dei campagnoli che Hall e Baldwin incontrano, suscita l'umorismo dell'opera.
Il primo bozzetto ad apparire in stampa è stato The Dance, pubblicato nel Milledgeville Southern Recorder nel 1833, a cui seguirono gli altri.
Il libro ricevette le lodi di Edgar Allan Poe, che indicò nel personaggio di Ransy Sniffle, eroe sfortunato, ma sempre entusiasta per le gesta altrui, una creazione letteraria di assoluto valore.
Uno dei bozzetti più ricordati del libro, The Horse-Swap (Il baratto del cavallo), evidenziò una verve comica paragonabile alla celebre Jumping frog (Rana salterina) di Mark Twain.
Da menzionare anche il racconto The Militia Company Drill (L'esercitazione d'una compagnia della milizia), ripreso da Thomas Hardy nel capitolo XXIII di The Trumpet Major.
Nel 1864 Longstreet pubblicò il suo unico romanzo, Master William Mitten, or, A Youth of Brilliant Talents (Il mastro William Mitten, o, un giovane di talento brillante),un racconto moraleggiante severo.
Gli ultimi scritti di Longstreet risultarono di argomento politico, tra cui vi furono due lunghe difese della schiavitù, Letters on the Epistle of Paul to Philemon (Lettere sull'epistola di Paolo a Filemone, 1845) e A Voice from the South (A Voce dal sud, 1847).
Longstreet fu anche proprietario e redattore del giornale State Rights Sentinel, che utilizzò come forum per le sue opinioni politiche.

## Opere principali
- An Oration Delivered in the City of Augusta, on the Centennial Birth-Day of Georgia Washington, Augusta, Ga.: W. Lawson, 1832;
- Letter from President Longstreet to the public and extract from the speech of Hon, Kenneth Rayner, of North Carolina. n.p., 1835;
- Eulogy on the Life and Public Services of the Late Rev. Moses Waddel, D.D. Augusta, Ga.: Chronicle & Sentinel, 1841;
- Letter on the Epistle of Paul to Philemon, or the Connection of Apostolical Christianity with Slavery, Charleston, S.C.: B. Jenkins, 1845;
- A Voice from the South: Comprising Letter from Georgia to Massachusetts, and to the Southern States, Baltimora: Western Continent Press, 1847;
- Know Nothingism Unveiled, Letter of Judge A.B. Longstreet, of Mississippi, Addressed to Rev. William Winans, Washington, D.C.: Office of the Congressional Globe, 1855;
- Fast-Day Sermon: Delivered in the Washington Street Methodist Episcopal Church, Columbia, S.C., June 13, 1861, Columbia, S.C.: Townsend & North, 1861;
- Shall South Carolina Begin the War?, Charleston, S.C., 1861;
- Master William Mitten, Macon, Ga.: Burke, Boykin, 1864;
- Longstreet, Augustus Baldwin with Fitz R. Longstreet, ed. Stories with a Moral Humorous and Descriptive of Southern Life a Century Ago, Filadelfia: Winston, 1912;
- Address Delivered at his Inauguration, 10th February, 1840, Atlanta: The Library, Emory University, 1955;
- Georgia Scenes, Sagamore Press, 1957;
- Georgia Scenes, Characters, Incidents, &c., in the First half Century of the Republic: by a Native Georgian, Atlanta: Cherokee, 1971;
- Georgia Scenes, Characters, Incidents, &c., In the First Half Century of the Republic: by a Native Georgian, Savannah, Ga.: Beehive Press, 1975;
- Augustus Baldwin Longstreet's Georgia Scenes Completed: A Scholarly Text, Athens: University of Georgia Press, 1998.